# Woody Allen
Woody Allen (New York, 30. studeni 1935.) američki je filmski redatelj i glumac. Pravo ime mu je Allen Stewart Königsberg.
U središtu pažnje njegovih satiričkih komedija su njujorški intelektualci, koje prikazuje tragikomično "bez dlake na jeziku".

## Mlade godine
Allen je rođen u New Yorku kao dijete židovske obitelji austrijsko-ruskog podrijetla, oca Martina Königsberga (1900. – 2001.) i majke Netty Cherrie (1908. – 2002.). On i njegova mlađa sestra Letty odrasli su u Flatbushu, u Brooklynu. Allen je pohađao hebrejsku školu 8 godina a onda je otišao u srednju školu Middwood. Tijekom tog vremena živio je na aveniji K, između Istočne 14. i 15. ulice. Kolege u školi su ga prozvali "crveni" zbog njegove crvene kose, a on ih je znao zadiviti čarobnjačkim trikovima.
Kako bi skupio novac, počeo je pisati šale za Davida O. Albera, koji ih je prodavao kolumnistma u novinama. Sa 16 godina je počeo pisati šale za zvijezde kao što su Sid Caesar te se počeo zvati Woody Allen. Otišao je studirati komunikaciju i film na sveučilištu u New Yorku, ali nije imao dobre ocjene pa se ispisao. Kasnije je nakratko i pohađao gradski fakultet u New Yorku.

## Karijera
S 19 godina je počeo pisati za The Ed Sullivan Show. U 60-ima je počeo nastupati kao stand-up komičar. 1965. po njegovom scenariju snimljen je njegov prvi film "Što ima novo, mačkice?" (kojeg pak nije režirao) a u kojem je jednu od glavnih uloga igrao Peter Sellers. Godinu dana kasnije snimio je svoj prvi film kao redatelj, parodiju "Što ima, Tiger Lily?" u kojoj je krivo presinkronizirao jeftini japanski špijunski triler u komediju. 1967. nastupio je i u parodiji "Casino Royale" u kojoj je parodiran James Bond, no navodno je bio jako nezadovoljan snimanjem i gotovim rezultatom. "Zgrabi novac i bježi", svoj drugi film kao redatelj, snimio je 1969. Tijekom tog razdoblja snimao je većinom jednostavne komedije apsurda u kojima je i sam glumio.
1977. napravio je preokret u svojoj karijeri te se okrenuo ozbiljnim i realističnim temama iz stvarnog života u tragikomediji "Annie Hall". Za taj film je osvojio dva Oscara, za najbolji scenarij i režiju, no on se zanimljivo nije pojavio na dodjeli nagrade. Od tada je povremeno snimao i drame, kao što su "Interijeri", po uzoru na svojeg idola, švedskog redatelja Ingmara Bergmana. "Stardust Memories" je navodno inspiriran filmom "8 1/2" kojeg je režirao Federico Fellini.
Tijekom 80-ih eksperimentirao je najrazličitijim filmovima s originalnim pričama; među njima je i pseudo-dokumentarac "Zelig" te fantastična komedija "Ljubičasta ruža Kaira" u kojoj lik iz filma siđe s platna u stvarni svijet – za taj je film Allen osvojio Zlatni globus i BAFTA-u za scenarij. Za tragikomediju "Hannah i njezine sestre" je osvojio trećeg Oscara za scenarij, a sam film u kategoriji komedije ili mjuzikla je osvojio Zlatni globus. Uz to, sa zaradom od 40 milijuna USD u kinima SAD-a, to je njegov najkomercijalniji film. Nakon tog filma Allen je upao u kreativnu krizu snimajući nezapažene filmove, sve do hvaljene drame "Zločini i prijestupi" iz 1989.
U 90-ima je ponovno zapao u krizu jer njegovi filmovi "Sjeni magle" te "Tajnovita ubojstva na Manhattanu" nisu privukla ni naklonost publike ni kritike. Mnogi su počeli i prigovarati da prečesto glumi glavnu ulgou u vlastitim filmovima te da stalno izabire mlađe žene za partnerice u pričama. 1994. ponovno se vratio u formu hvaljenim komedijama "Metci iznad Broadwayja", "Moćna Afrodita" i "Razarajući Harry". U 21. stoljeću Allenovi novi filmovi opet su naišli na podvojene ocjene kritičara i mlake pohvale, uz par iznimaka kao što je triler-drama "Završni udarac" u kojoj je nastupila Scarlett Johansson koju je redatelj proglasio svojom novom muzom. Sa sveukupno 14 nominacija za Oscara, bilo za režiju, scenarij ili glumu, Allen drži rekord kao jedna od osoba s najviše nominacija za tu nagradu. Ipak, nijednom nije došao na dodjelu - iznimka je bila jedino 2002. godina, kada se pojavio kako bi pomogao ugledu grada New Yorku nakon napada 9/11. Rijetko kada se pojavio u filmovima koje nije osobno režirao - među njima su i animirani film "Mravi" i "Naslovnica" iz 1976.
U jednom intervjuu je izjavio da su njegovi najdraži vlastiti filmovi "Ljubičasta ruža Kaira", "Muževi i supruge" i "Završni udarac".

## Privatni život
Allen se prvi put vjenčao s 20 godina s Harlene Rosen, studenticom filozofije. Njihov brak trajao je 6 godina. Godine 1966. se vjenčao s glumicom Louise Lasser s kojom je snimio i par filmova, ali se od nje razveo za tri godine. 1970. je upoznao Diane Keaton s kojom je počeo ljubavnu vezu. I s njom je snimio par filmova, među kojima je i "Annie Hall". No nikada se nisu vjenčali.
Godine 1980. započeo je ljubavnu vezu s glumicom Mijom Farrow. Zajedno su usvojili dvoje djece; Dylana Farrowa i Mosesa Farrowa. S njom je Allen po prvi put postao otac i dobio sina Satchela Farrowa (koji se danas zove Ronan Seamus Farrow). Razišli su se 1992. kada je Farrow otkrila Allenove fotografije u kojima je slikao njenu golu usvojenu kćerku Soon-Yi Previn. Čak ga je optužila za spolno zlostavljenje njene djece, no slučaj nikada nije završio na sudu. Allen se 1997. vjenčao sa Soon-Yi Previn te je usvojio dvije kćerke. Previn je nijekala da je on ikada bio njen očuh.
Allen je poznat i po svojim neurozama i nervoznom ponašanju te posjetima psihijatru. Tu svoju narav je često izložio u filmovima.

## Drame
- Nemoj piti vodu: Komedija u 2 čina
- Sviraj opet, Sam
- Bog: Komedija u jednom činu
- Rabljena memorija

## Vanjske poveznice
- WoodyAllen.com (neslužbena)
- Woody Allen u internetskoj bazi filmova IMDb-u (engl.)